# Лајхлинген
Лајхлинген (њем. Leichlingen) град је у њемачкој савезној држави Северна Рајна-Вестфалија. Једно је од 8 општинских средишта округа Рајниш-Бергиш. Према процјени из 2010. у граду је живјело 27.490 становника. Посједује регионалну шифру (AGS) 5378016, NUTS (DEA2B) и LOCODE (DE LLN) код.

## Географски и демографски подаци
Лајхлинген се налази у савезној држави Северна Рајна-Вестфалија у округу Рајниш-Бергиш. Град се налази на надморској висини од 54 – 250 метара. Површина општине износи 37,3 km². У самом граду је, према процјени из 2010. године, живјело 27.490 становника. Просјечна густина становништва износи 736 становника/km².

## Међународна сарадња
| Мјесто         | Држава               | Врста сарадње | Од    |
| -------------- | -------------------- | ------------- | ----- |
| Фуншал         | Португалија          | партнерство   | 1996. |
| Хенли на Темзи | Уједињено Краљевство | партнерство   | 1979. |
|                | Француска            | партнерство   | 1964. |
| Извор          |                      |               |       |